# Jacopo Sassi
Pour les articles homonymes, voir Sassi.
Jacopo Sassi, né le 24 juillet 2003 à Treviglio, est un footballeur italien qui joue au poste de gardien de but au Modena FC, en prêt de l'Atalanta Bergame.

## Biographie

### Carrière en club
Né à Treviglio, dans la province de Bergame en Italie,, Jacopo Sassi est formé par l'Atalanta, commençant d'abord sa carrière professionnelle en prêt, avec le Giugliano Calcio.
Il joue son premier match avec l'équipe première du club de Giugliano le 4 septembre 2022, s'imposant rapidement comme titulaire en Serie C.

### Carrière en sélection
En septembre 2022, Jacopo Sassi est convoqué pour la première fois avec l'équipe d'Italie des moins de 20 ans,,, faisant ses débuts en amical contre la Suisse.
Il est convoqué avec l'équipe d'Italie des moins de 20 ans pour participer à la Coupe du monde des moins de 20 ans qui a lieu en mai et juin 2023. Après avoir éliminé l'Angleterre,, championne d'Europe en titre, puis la Colombie, l'Italie s'impose face à la Corée du Sud en demi-finale (2-1), pour atteindre l'ultime niveau de la compétition,. En finale, les jeunes italiens s'inclinent face à l'Uruguay, après un but dans les dernières minutes du match (1-0),.

## Palmarès
Italie -20 ans
- Coupe du monde
  - Finaliste en 2023